# Caenocryptus burmensis
Caenocryptus burmensis är en stekelart som beskrevs av Jonathan 1999. Caenocryptus burmensis ingår i släktet Caenocryptus och familjen brokparasitsteklar. Inga underarter finns listade.